# Janusz Durko

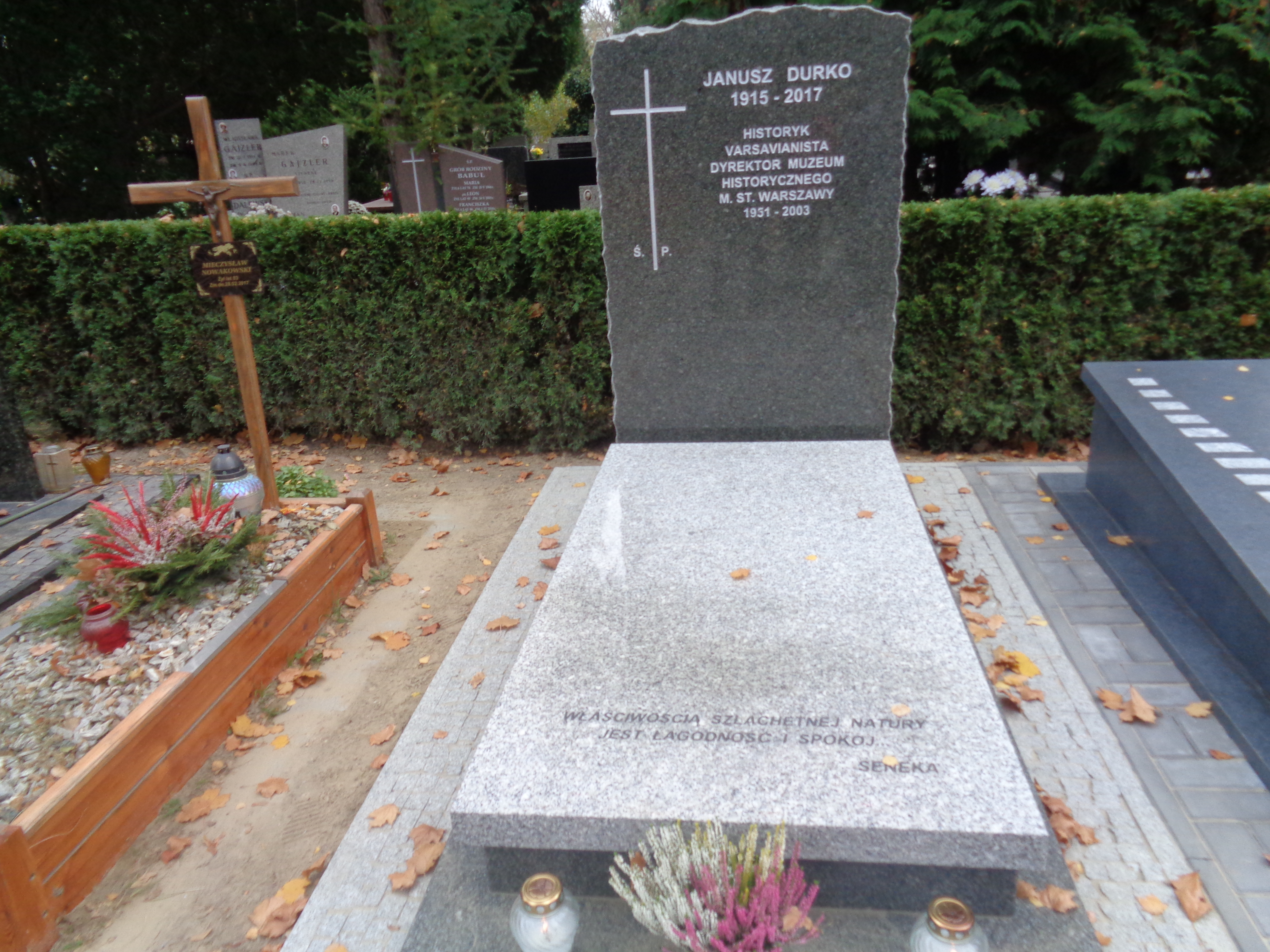
Grób Janusza Durko na Cmentarzu Wojskowym na Powązkach w Warszawie

Janusz Durko (ur. 23 lutego 1915 w Warszawie, zm. 6 września 2017 tamże) – polski historyk, profesor nauk humanistycznych, archiwista i muzeolog. Autor licznych publikacji o Warszawie i o historii polskiego ruchu robotniczego. W latach 1951–2003 dyrektor Muzeum Historycznego m.st. Warszawy. Sprawiedliwy wśród Narodów Świata (1989).

## Życiorys
Był synem Jana i Janiny (rodzina o tradycjach lewicowych, PPS-owskich). W 1934 ukończył Gimnazjum im. Jana Zamoyskiego w Warszawie. W latach 1934–1938 studiował historię na Uniwersytecie Warszawskim. Uczeń Władysława Tomkiewicza i Wacława Tokarza. W czasie funkcjonowania getta ławkowego, siadał w ławkach przeznaczonych dla Żydów na znak solidarności z nimi. Obronił pracę magisterską Stanowisko Gdańska w czasie wojny polsko-szwedzkiej 1623–1629. Zawarł związek małżeński z Janiną Pikulińską.
W czasie niemieckiej okupacji pracował jako sekretarz i członek zarządu Społecznego Przedsiębiorstwa Budowlanego w Warszawie, gdzie zatrudnionych było wielu Żydów z tzw. „aryjskimi” papierami. Od jesieni 1942 do wybuchu powstania warszawskiego w mieszkaniu Janiny i Janusza Durków schronienie znalazło około 20 osób – uciekinierów z getta. Małżeństwo organizowało dla nich kryjówki w przypadku niebezpieczeństwa donosu ze strony sąsiadów.
W 1948 obronił pracę doktorską Początki ruchu socjalistycznego w Królestwie Polskim. W 1955 otrzymał tytuł docenta. Od 1945 był pracownikiem naukowym Instytutu Pamięci Narodowej i Instytutu Historii Najnowszej. W latach 1947–1951 wykładał w Akademii Nauk Politycznych. Od 1951 pracował w Wydziale Historii Partii/Zakładzie Historii Partii przy KC PZPR, gdzie kierował tamtejszym archiwum i był wicedyrektorem. Od 1971 do 1981 pracował w Centralnym Archiwum PZPR, którego był kierownikiem. W latach 1951–2003 był dyrektorem Muzeum Historycznego m.st. Warszawy. Autor haseł w Polskim Słowniku Biograficznym i Słowniku biograficznym działaczy polskiego ruchu robotniczego. W lipcu 1984 był członkiem Społecznego Komitetu Obchodów 40-lecia Polski Ludowej w Warszawie.
Na wniosek Ocalonych Instytut Jad Waszem nadał w 1989 państwu Durko tytuł „Sprawiedliwych wśród Narodów Świata”.
Został pochowany na cmentarzu Wojskowym na Powązkach (kwatera G-tuje-34).

## Członkostwo w towarzystwach naukowych
Członek Komitetu Opieki nad Starymi Powązkami im. Jerzego Waldorffa. Współzałożyciel i członek Towarzystwa Przyjaciół Warszawy. Odznaczony ponad 30 odznaczeniami polskimi i zagranicznymi za zasługi dla kultury.

## Nagrody i odznaczenia
- 1962 – Złota odznaka honorowa „Za Zasługi dla Warszawy”[10]
- 1969 – Order Sztandaru Pracy II klasy[11]
- 2001 – Krzyż Wielki Orderu Odrodzenia Polski[12]
- 2002 – Odznaka „Zasłużony dla Warszawy”[13]
- 2006 – Złoty Medal „Zasłużony Kulturze Gloria Artis”[14]
- 2008 – Medal im. króla Stanisława Augusta Poniatowskiego[15][16]

## Wybrane publikacje
- Historia Polski XIX i XX w.. Skrypt, oprac. na podstawie notatek stenograficznych z wykładów Jabłońskiego i Durki, Warszawa: Wyd. Bratniej Pomocy Studentów Akademii Nauk Politycznych 1948.
- Historia Polski XIX i XX wieku: na podstawie stenogramu z wykładów wygłosz. w r. akad. 1949/50. Cz. 1, Warszawa: Akademia Nauk Politycznych. Zakład Wydawnictw 1950.
- Pod sztandarem bratniej przyjaźni. Zbiór materiałów i dokumentów o wspólnej walce wyzwoleńczej i nierozerwalnej przyjaźni ludu polskiego, ukraińskiego i rosyjskiego, red. odpowiedzialny Józef Kowalski, słowo wstępne Stefan Żółkiewski, oprac. J. Durko, Warszawa: Książka i Wiedza 1954.
- Wielki Proletariat, pod red. Bronisława Krauzego i Janusza Durko, ze wstępem B. Krauzego, Warszawa: Wydawnictwo Artystyczno-Graficzne RSW „Prasa” 1954.
- Bibliografia Warszawy, t. 1: Druki zwarte, red. Janusz Durko, Wrocław: Zakład Narodowy im. Ossolińskich 1958.
- Bolesław Limanowski, Pamiętniki, t. 2-4, oprac. Janusz Durko, Warszawa: Książka i Wiedza 1958-1973.
- Wystawa w 130-tą rocznicę Powstania Listopadowego: (ze zbiorów Ludwika Gocla), Warszawa: Muzeum Historyczne m. st. Warszawy 1960.
- Bibliografia Warszawy, t. 2: Wydawnictwa ciągłe 1944-1954, red. Janusz Durko, Wrocław: Zakład Narodowy im. Ossolińskich 1964.
- Warszawskie muzea, teksty: J. Durko i A. Zalewska, Warszawa: PPUTW „Wisła” 1964.
- W pracy i w walce. Wspomnienia robotników warszawskich z przełomu XIX i XX wieku, oprac. Janusz Durko, Warszawa: Państwowy Instytut Wydawniczy 1970.
- Bibliografia Warszawy, t. 3: Wydawnictwa ciągłe 1864-1903, red. Janusz Durko, Wrocław: Zakład Narodowy im. Ossolińskich 1971.
- Muzea skansenowskie w Polsce, red. Janusz Durko, Poznań: Państwowe Wydawnictwo Naukowe 1972.
- Bibliografia Warszawy, t. 4: Wydawnictwa ciągłe 1904-1918, red. Janusz Durko, Wrocław: Zakład Narodowy im. Ossolińskich 1973.
- Warszawa w malarstwie 1944-1974 w zbiorach Muzeum Historycznego. Katalog wystawy lipiec-sierpień 1974, autorzy tekstów: Janusz Durko, Krystyna Liszewska, oprac. wystawy i katalogu Krystyna Liszewska, Warszawa: Muzeum Historyczne m. st. Warszawy 1974.
- Julian Marchlewski, Listy do żony i córki, słowo wiążące Zofia Marchlewska, oprac. Bożena Wróblewska, wstęp Janusz Durko, Warszawa: Państwowy Instytut Wydawniczy 1975.
- Bibliografia Warszawy, t. 5: Wydawnictwa ciągłe 1919-1928, red. Janusz Durko, Wrocław: Zakład Narodowy im. Ossolińskich 1977.
- Warszawa. Jej dzieje i kultura, oprac. Zofia Baranowicz, red. naukowa: Aleksander Gieysztor, Janusz Durko, Warszawa: Wydawnictwo Arkady 1980.
- Bibliografia Warszawy, t. 6: Wydawnictwa ciągłe: 1929-1939. Wojna i okupacja 1939-1944, red. Janusz Durko, Wrocław: Zakład Narodowy im. Ossolińskich 1984.
- Muzeum Historyczne m. st. Warszawy (1936-1986), „Kronika Warszawy” 18 (1987), nr 3/4, s. 35–58.
- Smolna 30. Gimnazjum im. Jana Zamoyskiego, pod red. Janusza Durko, Warszawa: Państwowy Instytut Wydawniczy 1989.
- Bibliografia Warszawy, t. 7: Wydawnictwa ciągłe 1795-1863, red. Janusz Durko, Wrocław: Zakład Narodowy im. Ossolińskich 1992.
- Lata pięćdziesiąte, „Alamanach Muzealny” 1 (1997), s. 347–358
- Album warszawski. Obraz miasta w zbiorach Muzeum Historycznego m. st. Warszawy = Warschauer Album. Das Bild der Stadt nach den Sammlungen im Historischen Museum der Hauptstadt Warschau, red. Janusz Durko, Warszawa: Muzeum Historyczne m. st. Warszawy – Agencja Reklamowo-Wydawnicza A. Grzegorczyk 2000.
- Cmentarz Powązkowski w Warszawie, red. Janusz Durko, Wojciech Fijałkowski, Hanna Szwankowska, Warszawa: Społeczny Komitet Opieki nad Starymi Powązkami im. Jerzego Waldorffa 2002.
- Maria i Andrzej Szypowscy, Gdy wchodzisz na Stare Miasto... Stare Miasto w Warszawie, stolicy Polski, konsultacja nauk. Janusz Durko, Jerzy Pikulik, Andrzej Rottermund, Warszawa: Fundacja Artibus 2005.
- Bibliografia Warszawy: wydawnictwa ciągłe 1955-1970, red. nauk. Janusz Durko, Warszawa: Muzeum Historyczne m. st. Warszawy 2006.
- Instytut Pamięci Narodowej 1945-1950, „Rocznik Warszawski” 34 (2006), s. 191–213.
- Muzeum Warszawy i jego współtwórcy w mojej pamięci, 1951-2003, Warszawa: Muzeum Historyczne m. st. Warszawy 2008.